# York Outer

Localisation de la circonscription au sein du Yorkshire du Nord.

La circonscription de York Outer est une circonscription électorale britannique. Comme son nom l'indique, elle couvre la périphérie de la ville d'York, dans le comté du Yorkshire du Nord.
En 2010, l'ancienne circonscription d'York est divisée en deux : York Outer et York Central, cette dernière entièrement comprise à l'intérieur de l'autre. Depuis sa création, York Outer est représentée à la Chambre des communes par Julian Sturdy, du Parti conservateur.

## Liste des députés
- 2010 : Julian Sturdy (conservateur)